# Aichkirchen (Autriche)
Pour les articles homonymes, voir Aichkirchen.
Aichkirchen est une commune autrichienne du district de Wels-Land en Haute-Autriche.